# Sven Beelen
Sven Beelen (* 14. März 1990 in Löwen) ist ein belgischer Cyclocrossfahrer.
Sven Beelen wurde 2007 in der Juniorenklasse jeweils Dritter beim Jaarmarktcross in Niel und bei der Provinzialmeisterschaft von Antwerpen. Seit 2009 fährt er für das belgische Continental Team Sunweb-Revor. In seinem ersten Jahr dort wurde er Dritter beim Ciclocross de Medina de Pomar. In der Saison 2009/2010 gewann er die beiden spanischen Rennen Ciclocross de Villarcayo und Ciclocross de Medina de Pomar.

## Erfolge
2010/2011
- VII Ciclocross de Villarcayo, Villarcayo
- VII Ciclocross de Medina de Pomar, Medina de Pomar

## Teams
- 2009 Sunweb Pro Job
- 2010 Sunweb-Revor
- 2011 Sunweb-Revor
- 2012 Sunweb-Revor
- 2013 Melbotech ProRace
- 2014 Luihoeve Crossers